# Tristenium rotundatum
Tristenium rotundatum är en kräftdjursart som beskrevs av Vanhoeffen 1914. Tristenium rotundatum ingår i släktet Tristenium och familjen Stenetriidae. Inga underarter finns listade i Catalogue of Life.